# Halecium speciosum
Halecium speciosum är en nässeldjursart som beskrevs av Nutting 1901. Halecium speciosum ingår i släktet Halecium och familjen Haleciidae. Inga underarter finns listade i Catalogue of Life.